# Caressa & Français
Caressa & Français ou Albert Caressa ou Émile Français était un atelier de lutherie situé à Paris fondé par les luthiers Albert Caressa (également archetier) et Henri Français après le rachat du commerce Gand et Bernardel. Spécialisée dans la facture instrumentale mais aussi l'expertise et la restauration des instruments anciens et précieux (comme les Stradivarius ou les Guarneri del Gesù), l'entreprise déploie son activité entre 1901 et 1981 sous les directions successives d'Henri Français, Albert Caressa, puis du fils premier, Émile Français. Lors des changements de direction, l'entreprise est renommée : l'appellation « Caressa & Français » couvre la période 1901 à 1920, « Albert Caressa » la période 1920 à 1938 et « Émile Français » la période de 1938 à 1981.

## Histoire
L'atelier de lutherie parisien « Caressa & Français » est fondé à en 1901 par deux luthiers, Albert Caressa (également archetier) et Henri Français,,. Employés au sein de l'atelier Gand et Bernardel, les deux jeunes professionnels décident de s'associer et de racheter le fonds de commerce Gand et Bernardel lorsque leurs propriétaires se retirent,.
En 1920, Henri Français prend sa retraite. Albert Caressa dirige alors l'atelier, renommé « Albert Caressa » jusqu'à son propre départ en 1938,.
À partir de 1938, Émile Français (le fils d'Henri Français) reprend la direction de l'atelier. Il est alors renommé sous l'appellation « Émile Français »,.
Le fils d'Émile Français, Jacques Français termine son apprentissage de luthier dans l'atelier familial à la fin des années 1940. C'est notamment auprès de son père qu'il se spécialise dans l'expertise et l'authentification des instruments rares et notables, à l'image des Stradivarius ou des Guarneri del Gesù.

## Spécialités

### Lutherie
Dans son association avec Henri Français, Albert Caressa oriente ses activités principalement sur la fabrication d'instruments et d'archets. Formé dans la lignée de Gand et Bernardel, celui-ci adopte un modèle de violon dit « Lupot », en référence au célèbre luthier parisien Nicolas Lupot.

### Expertise
Sous l'impulsion d'Henri Français, l'atelier développe également une activité d'expertise et de restauration, notamment pour les instruments notables (ex : Stradivarius).